# Bill Moss
Bill Moss (n. 4 septembrie 1933, Luton, Anglia, Regatul Unit – d. 13 ianuarie 2010, Woodsford⁠(d), Dorset⁠(d), Anglia, Regatul Unit) a fost un pilot englez de Formula 1 care a evoluat în Campionatul Mondial în sezonul 1959.